# 神木駅
神木駅（しんぼくえき）は、台湾嘉義県阿里山郷にある阿里山森林鉄路阿里山線の駅。標高は2,138メートル。スイッチバック構造となっている。かつては付近に樹齢3,000年のベニヒの大木があったが、落雷により衰弱し、その後の倒木により運行上の危険があるため切除された。

## 駅構造
島式の仮設ホーム1面2線の地上駅。線路両側に待合スペースがある。

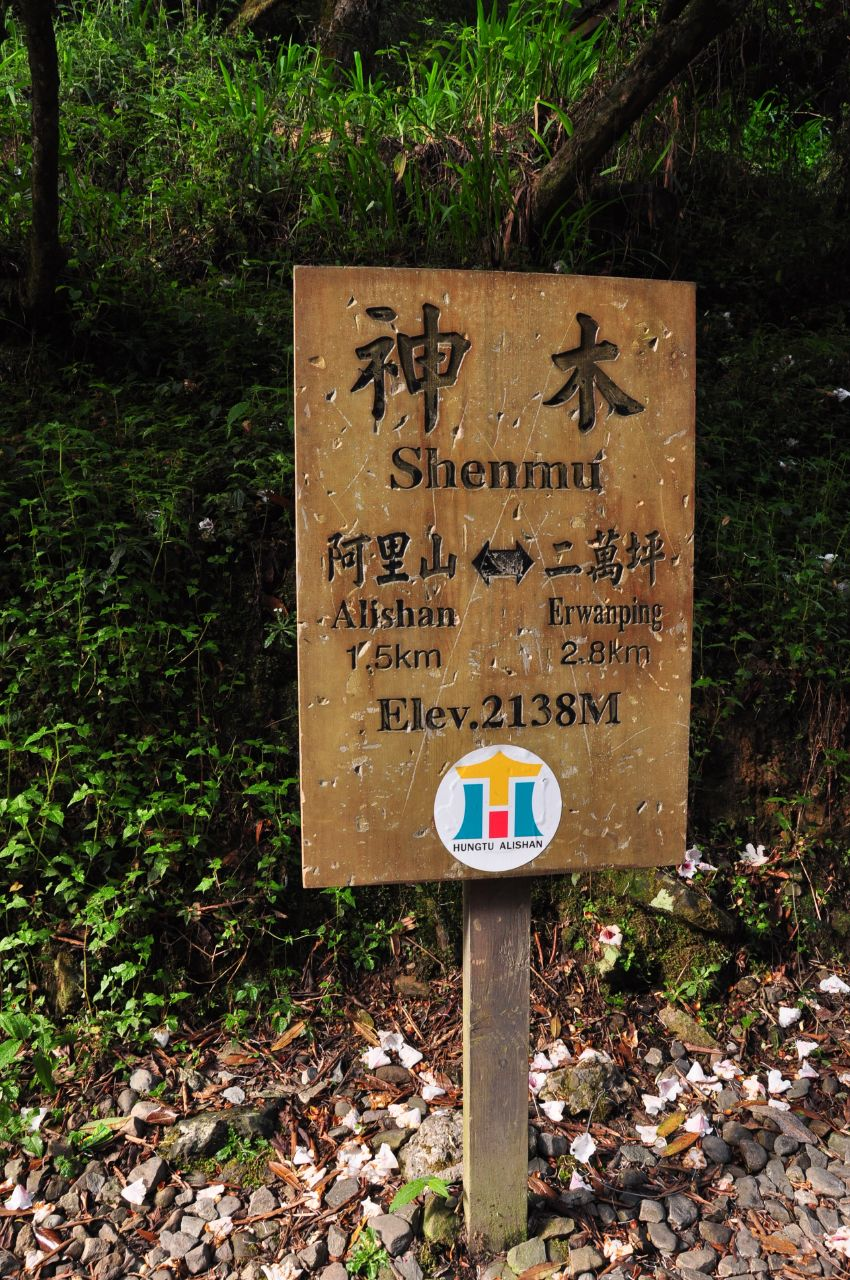
駅名標
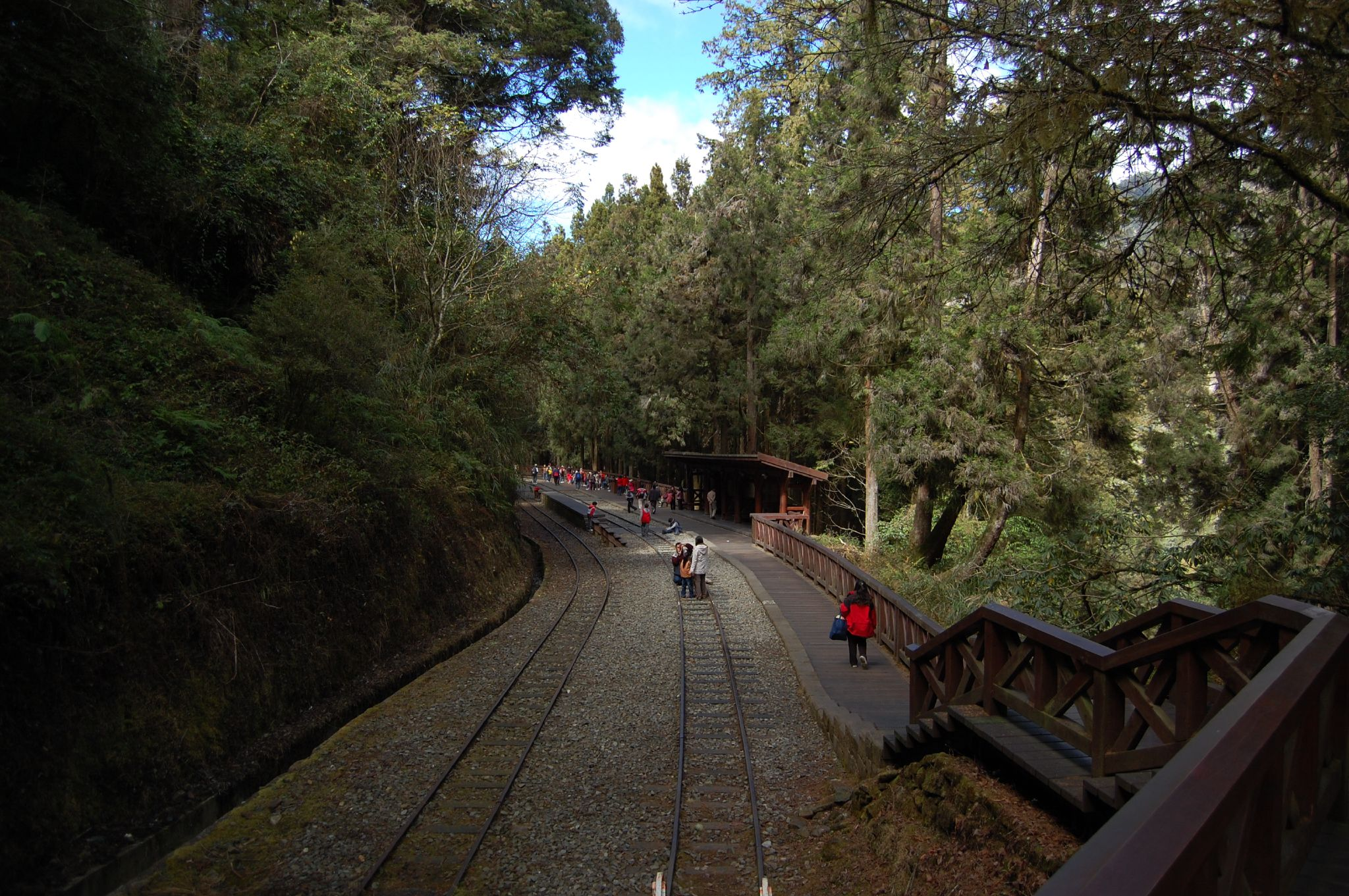
駅構内
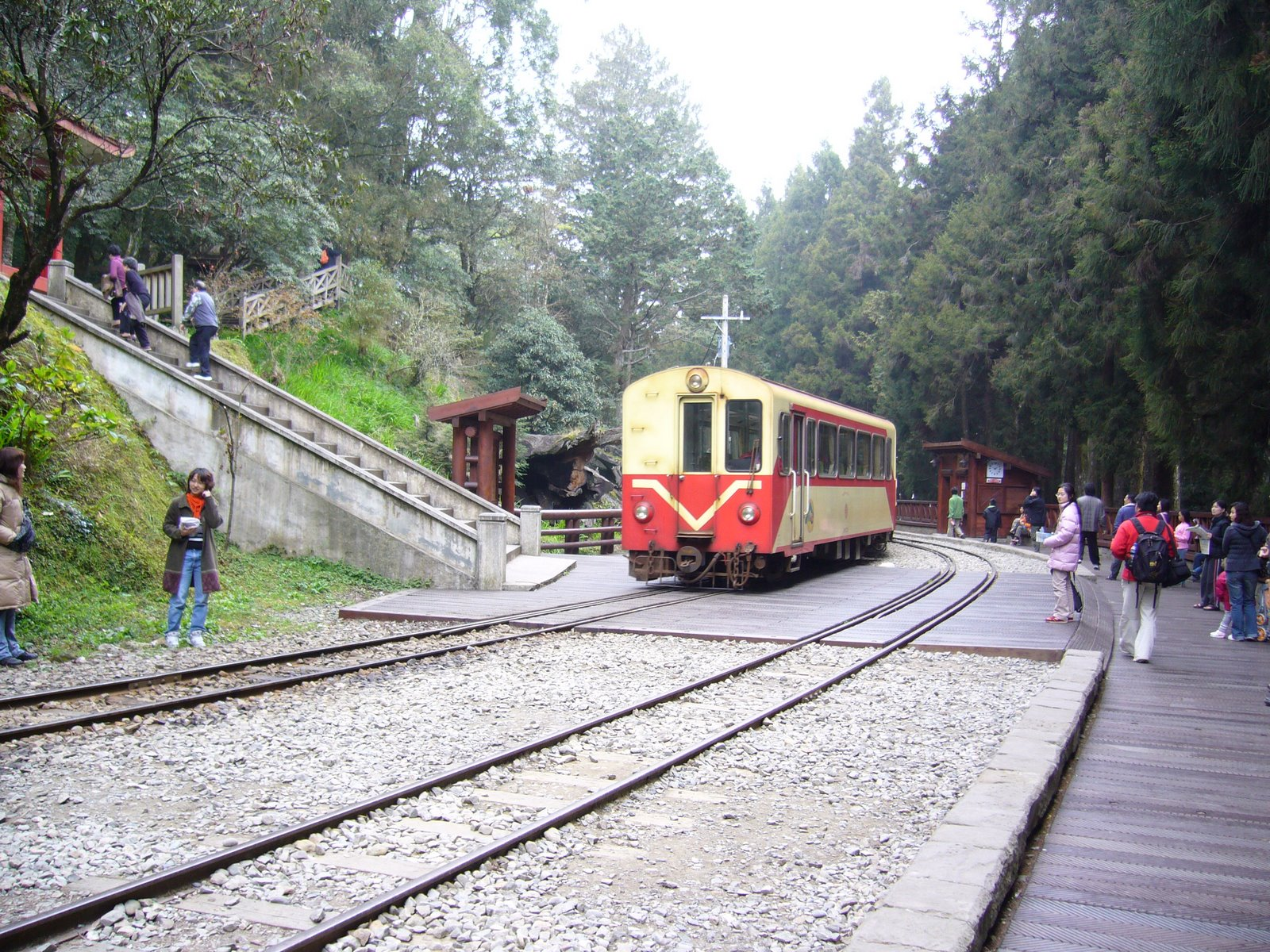
阿里山号
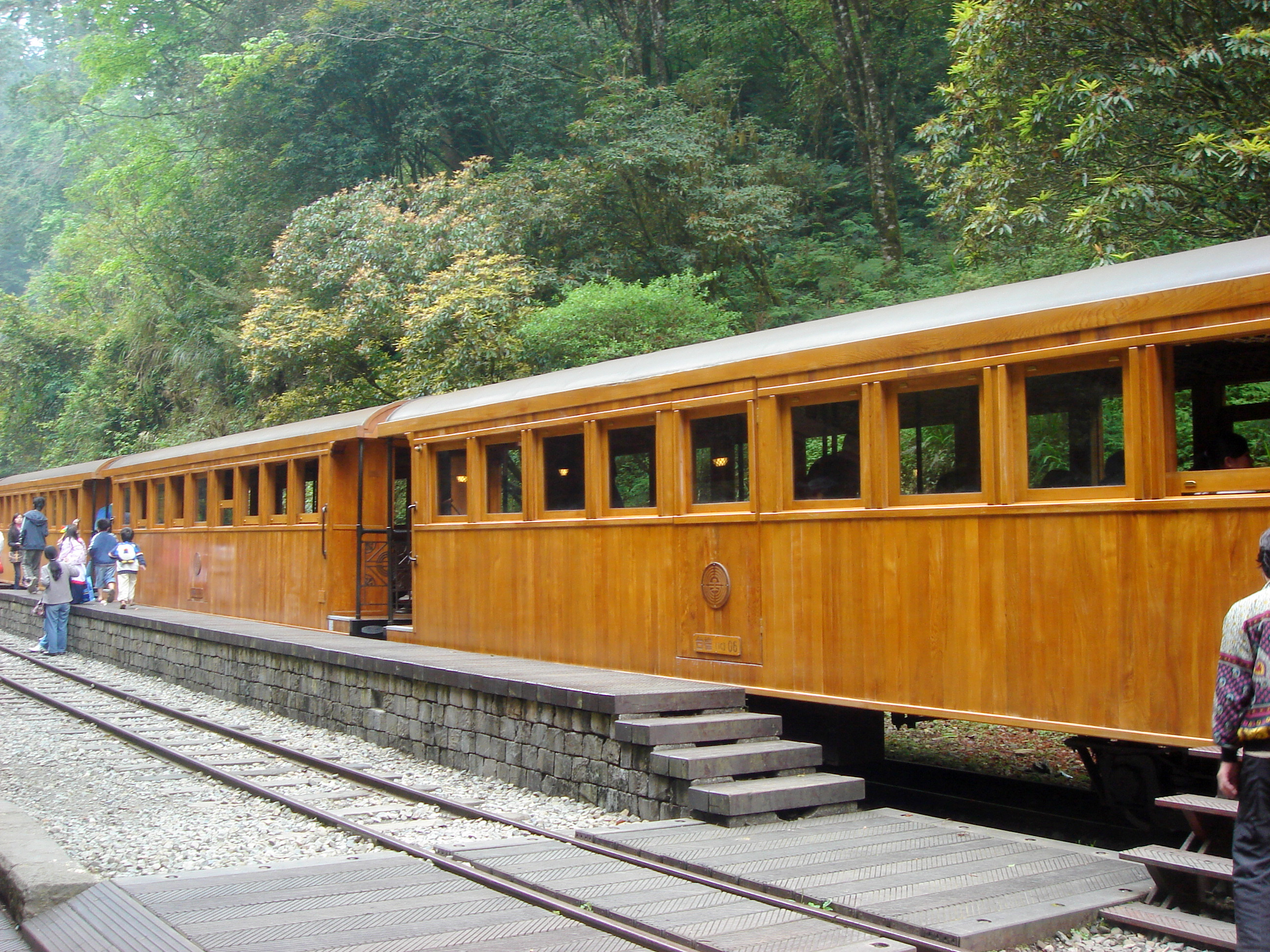
檜木列車
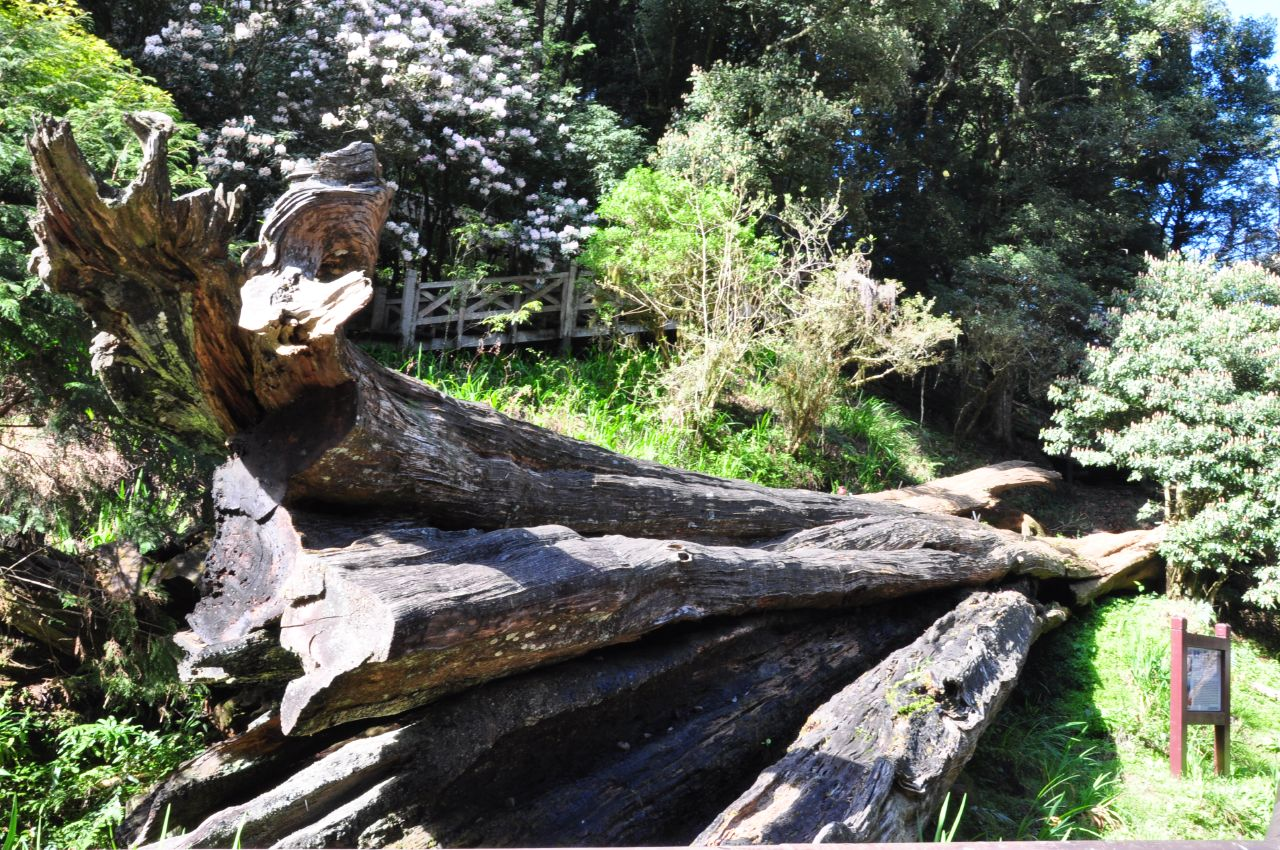
1998年に倒された初代神木
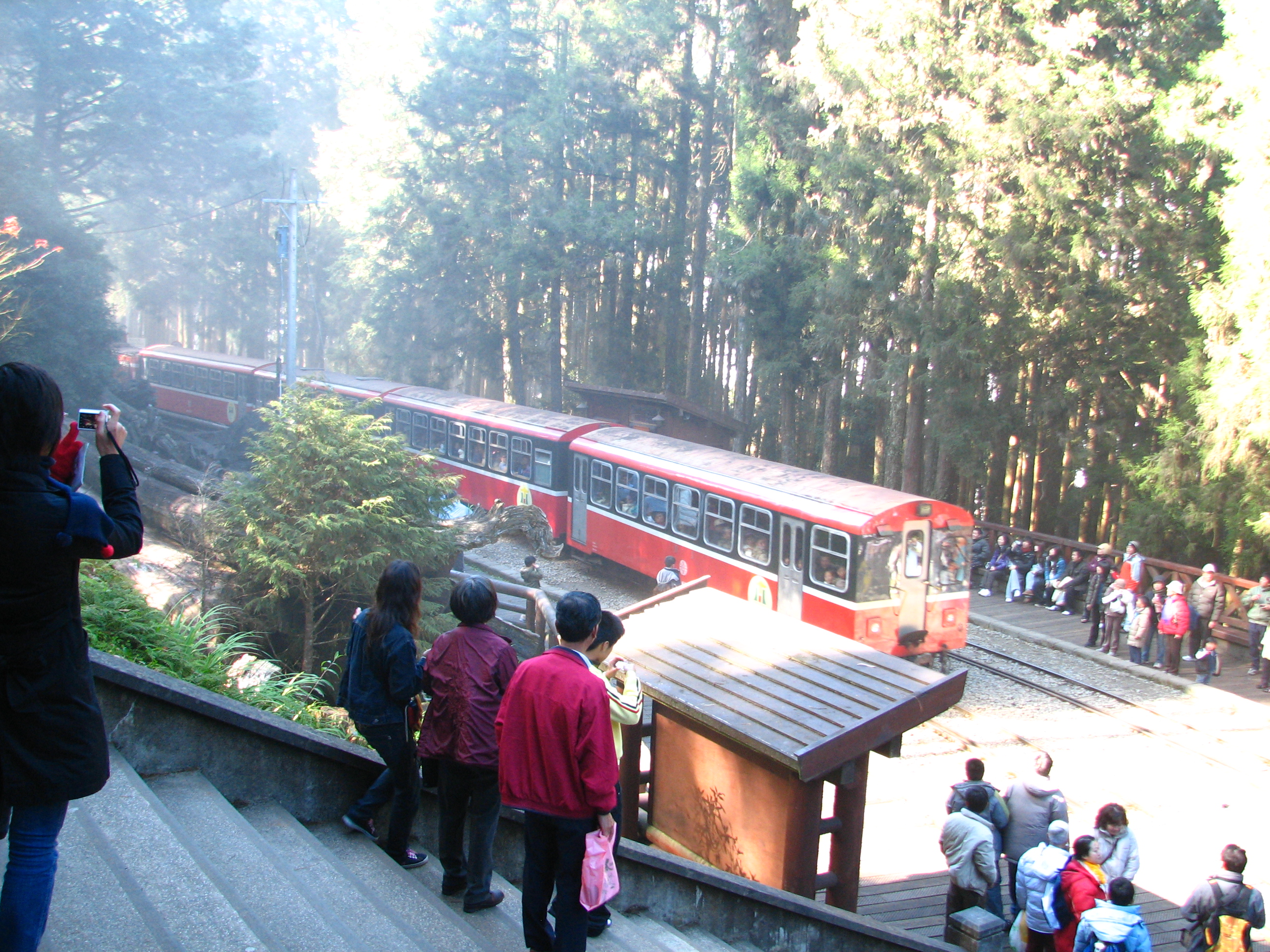
参道からのホーム

## 利用状況
阿里山線の本線は奮起湖駅 - 神木駅間が八八水害により寸断されており、
阿里山駅と当駅間は本線の区間運転列車が神木線として運転されている。

## 駅周辺
- 阿里山神木（中国語版）
  - 初代（発見時で樹齢約3,000年、高さ52.7m/直径約4.6m[1]）は前述のとおり、切り倒されて「阿里山神木遺跡」としてその場に残っている。
  - 現在は慈雲寺（中国語版）近辺の「香林神木」（樹齢約2,300年、直径4.68m/高さ45m、旧称光武檜[2]）が2代目となっている。
- 慈雲寺
- 琴山河合博士旌功碑（嘉義県指定古蹟） - 阿里山線の独立山駅前後の3連スパイラルループを考案したとされ、「阿里山開発の父」といわれる日本人林学者河合鈰太郎の功績を称える石碑[3]。
- 神木紀念亭
- 阿里山樹霊塔 - 阿里山開発時期に殉職した日本人技師を慰霊するために建立された。
- 巨木群桟道 - 当駅と阿里山駅を結ぶ桟道
- 三代木
- 嘉義県阿里山郷香林国民小学

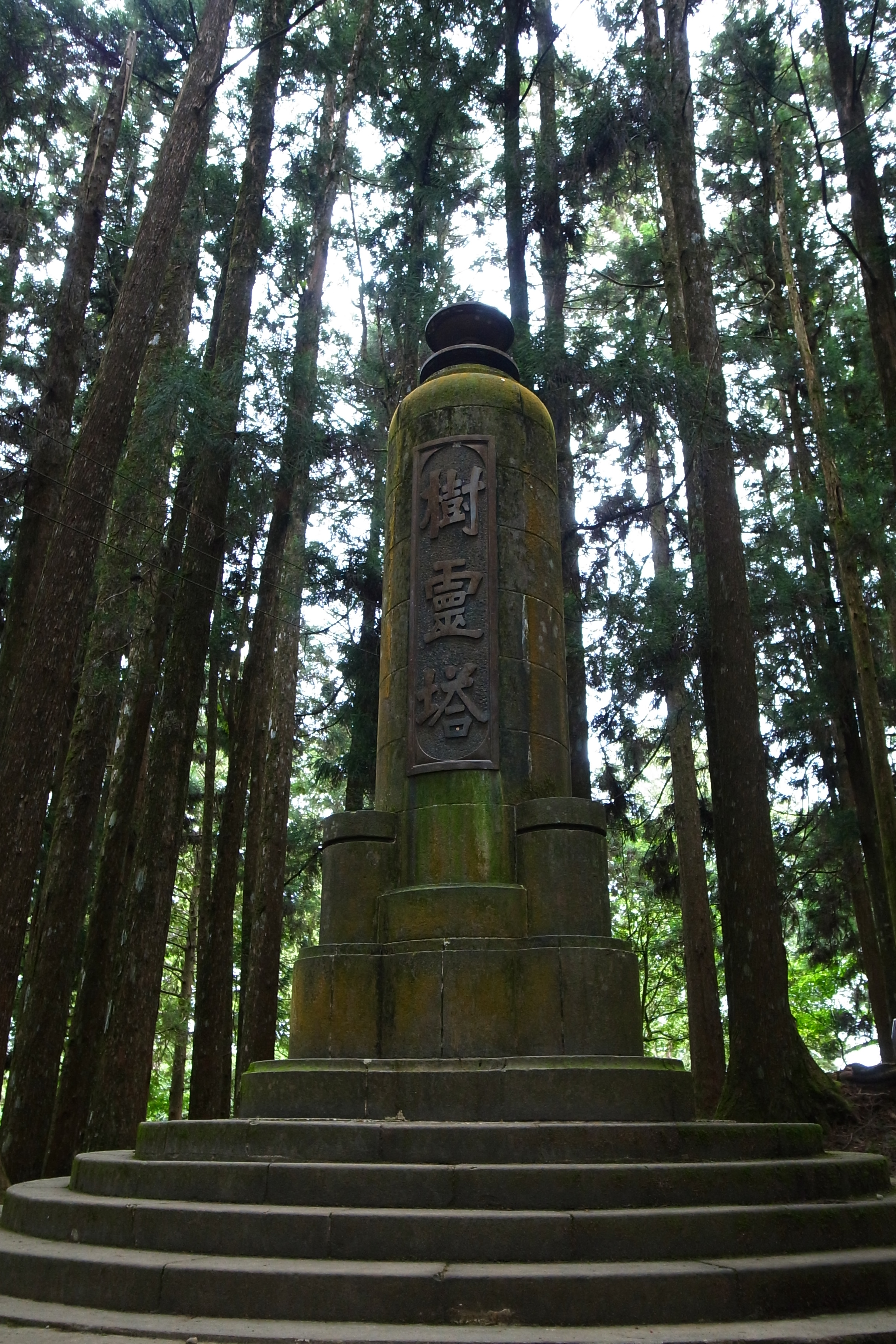
阿里山樹霊塔
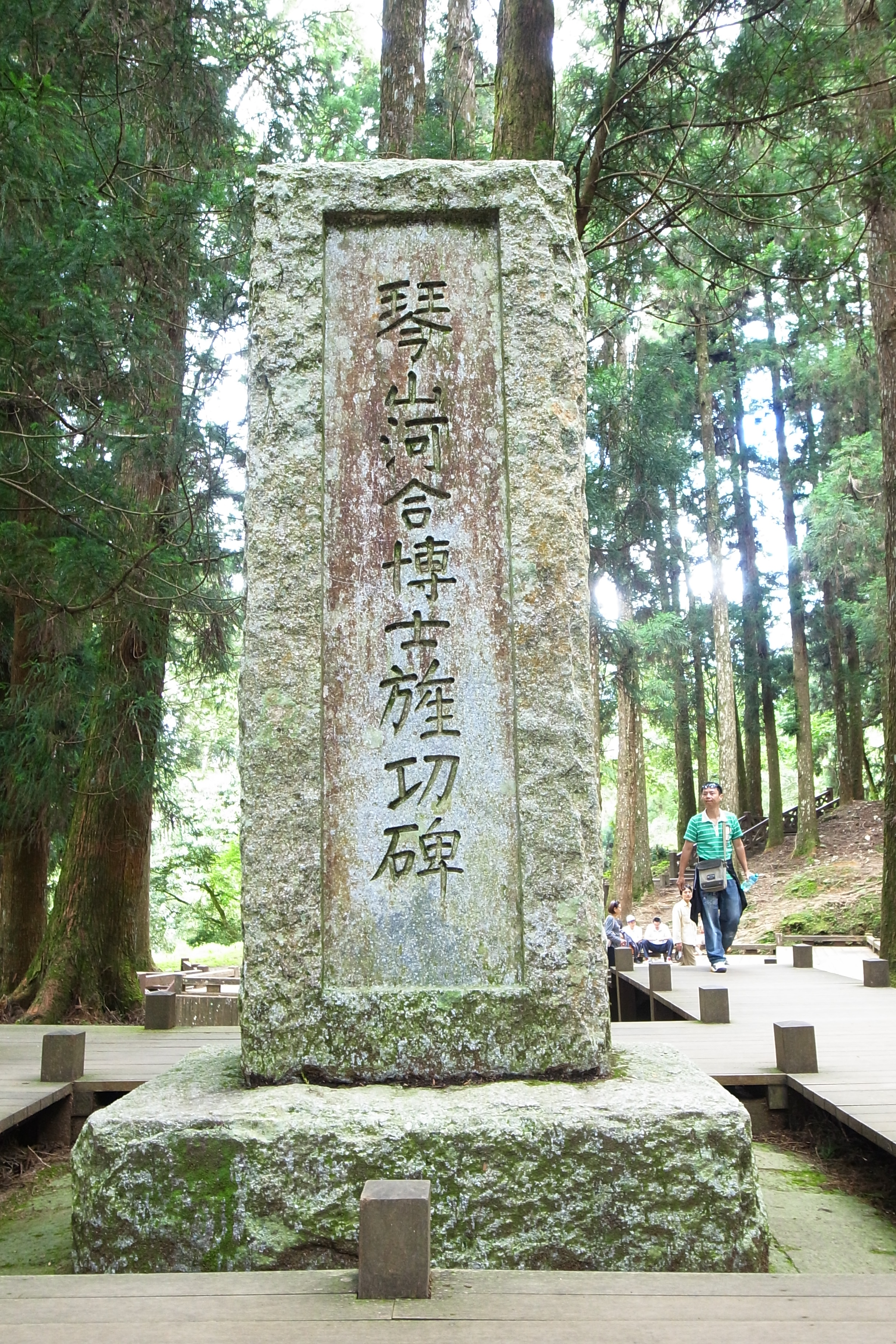
琴山河合博士旌功碑
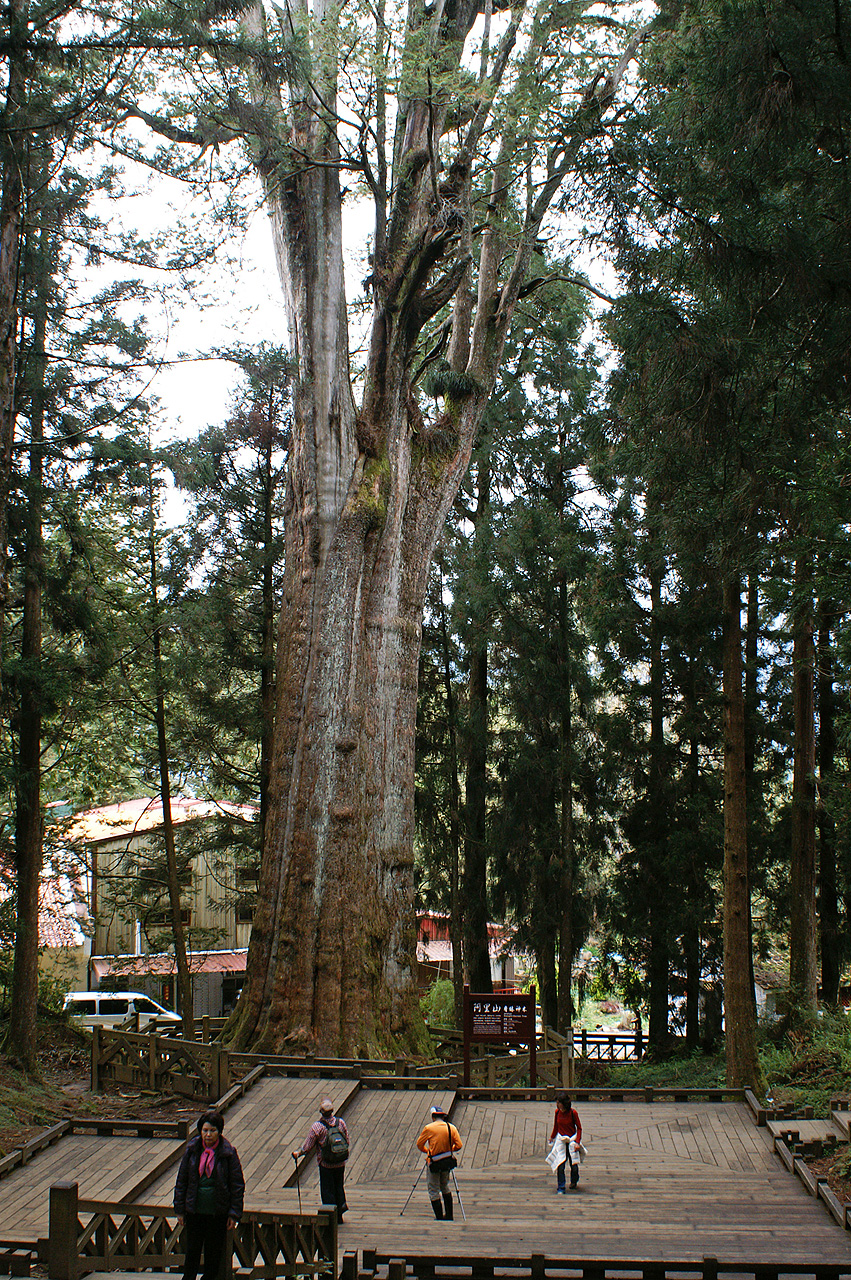
2代目の神木「香林神木」
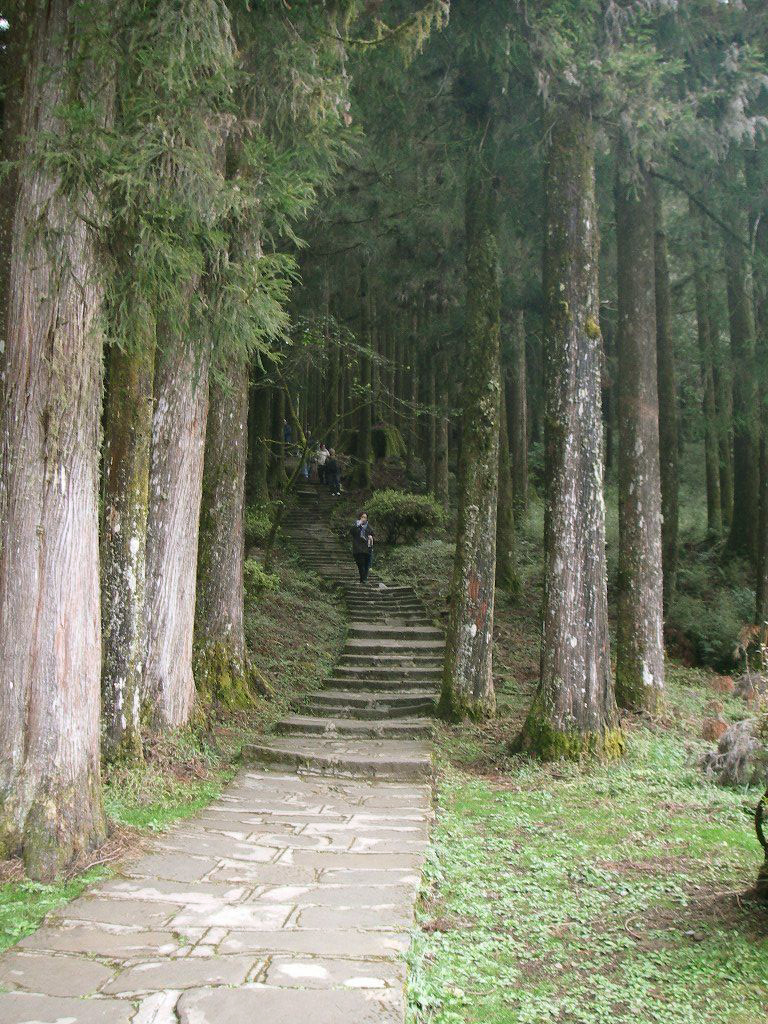
巨木群桟道
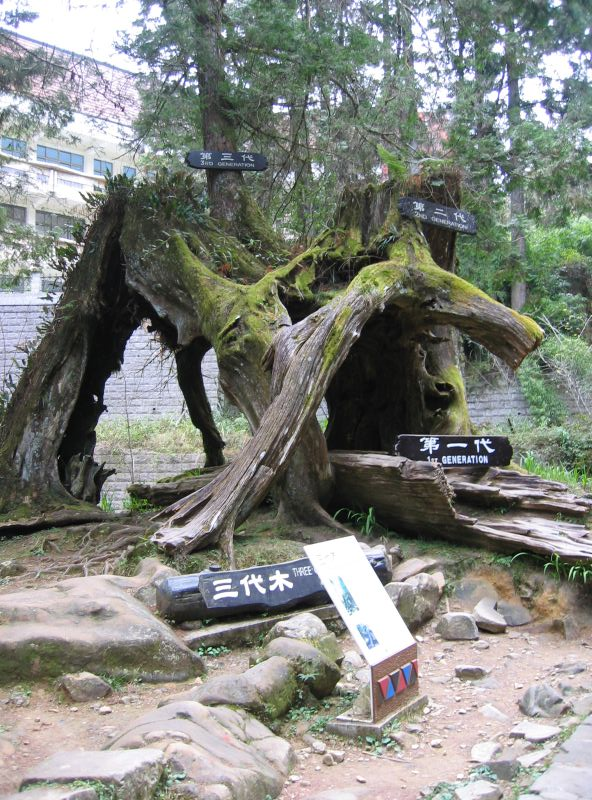
三代木

## 歴史
- 1914年 - 「御神木驛」として開業。
- 不明 - 「神木」に改称。
- 1956年6月7日 - 落雷により初代神木の上部が燃え落ちる[1]。
- 1997年7月1日 - 大雨により大量の水分を含んだ初代神木が折れ、半分が線路上を塞ぐ。[4][5]
- 1998年6月29日 - 神木を正式に切り倒す[6]。
- 2007年7月1日 - 香林神木が2代目「阿里山香林神木」に命名[2]。
- 2009年8月8日 - 八八水災により不通に。
- 2010年6月19日 - 阿里山駅と当駅間運行再開[7]
- 2017年7月3日 - 第一分道駅までの区間が復旧、新たにクルージング列車が運行される[8][9][10][11]。

## 隣の駅
阿里山森林鉄路
■阿里山線（神木線）
二万坪駅  - 神木駅 - 阿里山駅